# Zbigniew Szczygielski
Zbigniew Tadeusz Szczygielski (ur. 20 kwietnia 1928, zm. 10 września 1998) – polski historyk ruchu robotniczego.

## Życiorys

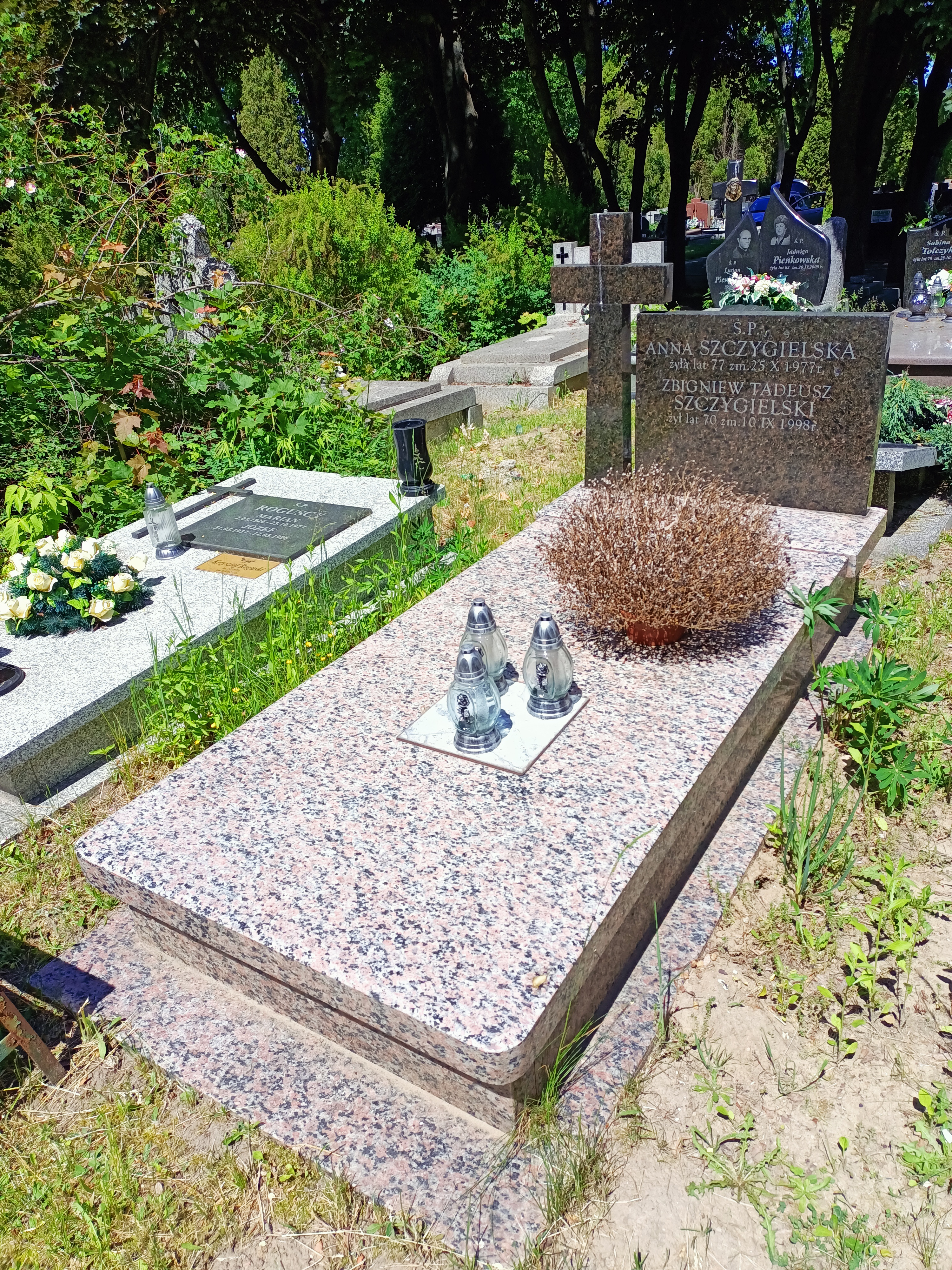
Grób Zbigniewa Szczygielskiego na Cmentarzu Komunalnym Północnym

Pracował w Zakładzie Historii Partii. Doktorat (Z dziejów warszawskiej klasy robotniczej – zagadnienie jednolitego frontu 1933–1935) obronił 23 maja 1970 w Instytucie Historycznym UW pod kierunkiem Żanny Kormanowej. Po rozwiązaniu Zakładu Historii Partii w 1971 pracował w Centralnym Archiwum KC PZPR. W związkach zawodowych pełnił funkcję przewodniczącego Rady Oddziałowej Związku Zawodowego Pracowników Państwowych i Społecznych w Zakładzie Historii Partii przy KC PZPR i w Centralnym Archiwum.
Po zakończeniu pracy zawodowej kontynuował działalność naukową i społeczną. W 1990 został organizatorem i członkiem Komisji Historycznej Polskiej Partii Socjalistycznej, członkiem Rady Naczelnej PPS, Centralnego Komitetu Wykonawczego PPS oraz pełnomocnikiem CKW PPS ds. Fundacji.
Za swoją działalność na polu naukowym i wydawniczym był wielokrotnie odznaczony, w 1964 Złotym Krzyżem Zasługi, w 1979 Kawalerskim Orderu Odrodzenia Polski, w 1989 Krzyżem Oficerskim Orderu Odrodzenia Polski. Został pochowany na Cmentarzu Komunalnym Północnym w Warszawie.

## Wybrane publikacje
- (współautor: Aleksandra Tymieniecka), Z dziejów Rad Delegatów Robotniczych w Polsce, Warszawa: „Książka i Wiedza” 1960.
- Rady Delegatów Robotniczych w Polsce (1918–1919): materiały i dokumenty, t. 1: Warszawska Rada Delegatów Robotniczych, oprac H. Buczek, Zbigniew Szczygielski, Warszawa: Książka i Wiedza 1962.
- Dokumenty Komunistycznej Partii Polski 1935–1938, oprac. Seweryn Ajzner, Zbigniew Szczygielski, Warszawa: Książka i Wiedza 1968.
- Walka o jednolity front w Warszawie 1933–1935, Warszawa: Państwowe Wydawnictwo Naukowe 1972.
- 100 lat polskiego ruchu robotniczego: kronika wydarzeń, oprac. Aleksander Kochański, Tadeusz Rawski, Zbigniew Szczygielski, Warszawa: „Książka i Wiedza” 1978.
- (współautor: Andrzej Janowski), Centralne Archiwum KC PZPR: informator, Warszawa: „Książka i Wiedza” 1978.
- Stanisław Dubois, Wybór artykułów i przemówień, wyboru dokonał [i wstęp] Zbigniew Szczygielski, Warszawa: „Książka i Wiedza” 1988.
- Członkowie Komunistycznej Partii Polski 1918–1938 w świetle badań ankietowych, Warszawa: „Książka i Wiedza” 1989.